# Springfield (singolo)
Springfield è un singolo del gruppo musicale britannico Anathema, pubblicato il 30 marzo 2017 come primo estratto dall'undicesimo album in studio The Optimist.

## Descrizione
Presentata per la prima volta dal gruppo in occasione del concerto conclusivo alla Wembley Arena di Londra, Springfield rappresenta una parte della storia narrata all'interno del concept album, come spiegato dal chitarrista Daniel Cavanagh in occasione della presentazione del brano.

## Video musicale
Il video, reso disponibile in contemporanea con il lancio del singolo, è stato girato in negativo e mostra il gruppo eseguire il brano in studio di registrazione.

## Tracce
Testi e musiche di Daniel Cavanagh.
1. Springfield – 5:49

## Formazione
Gruppo
- Lee Douglas – voce
- Jamie Cavanagh – basso
- Daniel Cardoso – batteria
- John Douglas – batteria, programmazione, tastiera
- Vincent Cavanagh – voce, programmazione, tastiera, chitarra, basso, arrangiamenti musicali
- Daniel Cavanagh – chitarra elettrica e acustica, pianoforte, basso, tastiera

Altri musicisti
- Paul Leonard Morgan – arrangiamento strumenti ad arco
- Greg Lawson – violino
- Alistair Savage – violino
- Emily Ward – violino
- Kobus Frick – violino
- Liza Webb – violino
- Paul Medd – violino
- Tom Dunn – viola
- Sophie Rathbone – viola
- Robert Anderson – violoncello
- Michael Owers – trombone
- Duncan Lyall – contrabbasso

Produzione
- Tony Doogan – produzione, registrazione, missaggio
- Vincent Cavanagh – pre-produzione
- Frank Arkwright – mastering